# Brigitte Peskine
 (février 2014).
Si vous disposez d'ouvrages ou d'articles de référence ou si vous connaissez des sites web de qualité traitant du thème abordé ici, merci de compléter l'article en donnant les références utiles à sa vérifiabilité et en les liant à la section « Notes et références ».
Pour les articles homonymes, voir Peskine.
Brigitte Peskine est une écrivaine et scénariste française née Brigitte Aymard le 30 décembre 1951 à Neuilly-sur-Seine et morte le 6 septembre 2020 dans le 12e arrondissement de Paris,.
Elle est la belle-fille du cinéaste Boris Peskine.

## Biographie
Brigitte Peskine commence à écrire à l'âge de 23 ans, lorsqu'elle quitte Paris où elle a toujours vécu. Déjà mère de famille, elle vient de déménager à Strasbourg, et travaille comme attachée à l'Institut national de la statistique et des études économiques. Quatre ans plus tard, elle part avec ses enfants au Vénézuéla où son mari est coopérant.
De retour à Paris en 1981, Brigitte Peskine continue à mener de front son activité de statisticienne et de romancière. Son premier roman, Le Ventriloque, est publié en 1985 aux éditions Actes Sud, ainsi qu'un ouvrage pour la jeunesse, Ça s'arrangera, à l'École des Loisirs. D'autres livres suivent, tant en littérature pour adultes qu'en édition pour la jeunesse.
Ses filles lui inspirent l’idée de la série télévisée La Famille Fontaine, dont elle co-signe les trente épisodes, diffusés sur FR2 et FR3 en 1989-1990. Elle choisit alors de se consacrer entièrement aux activités d'écrivain et de scénariste. 
L'acquisition d'une maison dans le Cher scelle ce nouveau départ. Brigitte Peskine partage désormais son temps entre la capitale et Massay, où elle écrit, sculpte, et reçoit sa nombreuse famille. 
Brigitte Peskine meurt le 5 septembre 2020 à Paris,.

## Publications

### Romans
- Le Ventriloque, Actes Sud, 1985
- Et la famille ? Ça va, merci, Luneau-Ascot, 1986
- L'Échappée, Ramsay, 1988
- Une robe pour Julia, Seghers/Laffont, 1992
- Les Eaux douces d'Europe, Seuil, 1996
- L'Enfant oublié, R. Laffont, 1997
- Buena Familia, NiL/Laffont, 2000
- Intimes Convictions, Rocher, 2002

### Romans pour la jeunesse
- Ça s'arrangera, L'École des Loisirs, 1985
- La télé, c'est pas la vie, L'École des Loisirs, 1986
- Une odeur de poisson, L'École des Loisirs, 1988
- La Famille Fontaine, Nathan, 1989
- Tout schuss, Nathan, 1990
- Chantages, L'École des Loisirs, 1990
- Chef de famille, L'École des Loisirs, 1992
- La Petite Annonce, L'École des Loisirs, 1993 - Prix "Pot d'billes" - Prix Versele
- Un père de trop, L'École des Loisirs, 1995
- Sarah, Livre de poche jeunesse, 1996
- Le Journal de Clara, Livre de poche jeunesse, 1997
- Le Mal dans la peau, Livre de poche jeunesse, 2000
- Mon grand petit frère, Bayard, 2001 - Prix Ruralivres
- Série Lucas et Compagnie, Hachette, coll. « Bibliothèque verte »
  - Merci papa, merci maman, 2001
  - La Grande Brasse, 2001
  - Pour un oui, pour un non, 2001
  - Comme un poisson hors de l'eau, 2002
  - La Vérité vraie, 2002
  - Pile ou face, 2003
- J'entends pleurer la nuit, J'ai lu, 2002
- L'Île de mon père, J'ai lu, 2003 - Prix France Télévisions
- Moi, Delphine, 13 ans..., Pocket jeunesse, 2004
- Zaïna, cavalière de l'Atlas, Pocket jeunesse, 2005
- Famille de cœur, Casterman,  coll. « Castor poche »2005
- Les Jumeaux de l'île rouge, Bayard, 2014[4]

### Essais
- Femmes expatriées, IEP éditions, 1984
- Un scénario nommé Désir, Belfond, 1994

## Filmographie

### Séries, téléfilms
- 1989 : En cas de bonheur
- 1990 : La Famille Fontaine
- 1990 : Le Second Voyage
- 1991 : Des cornichons au chocolat
- 1992 : Une famille pas comme les autres
- 1992 : Les Compagnons de l'aventure : Lola et les Sardines
- 1992 : Carré d'as
- 1993 : Seconde B
- 1993 : C'est mon histoire (épisode De père inconnu) - Nommé aux 7 d'or (meilleure audience FR3)
- 1994 : Fantômette
- 1996 : Papa revient demain
- 1996 : Sarah
- 1998 : Les Malheurs de Sophie
- 1998 : Un père de plus
- 1998 : La Clef des champs
- 2000 : Combats de femmes (épisode Mère en fuite)
- 2001 : La Kiné (épisode Virage fatal)
- 2001 : Agrippine, d'après Claire Bretécher
- 2002 : La Bête du Gévaudan - Nommé aux 7 d'or
- 2002 : Qui mange quoi
- 2002 : Le juge est une femme (épisode Juge contre juge)
- 2002 : Les Enfants du miracle - Prix du festival européen de la fiction scientifique
- 2003 : Docteur Dassin, généraliste, épisodes 1 et 2
- 2004 : Qui mange quand
- 2004 : Granny boom[5]
- 2005 : Qui mange où
- 2006-2007 : Plus belle la vie (29 épisodes)
- 2007 : Supergranny.com
- 2008 : Guy Môquet, un amour fusillé
- 2009 : Père et Maire (épisode La Passion de Marie-France)
- 2009 : Comme un mauvais souvenir
- 2011 : Candice Renoir

### Documentaires
- 2008 : M. Neuwirth, tenez bon
- 2012 : Le Marché de l'amour - Étoile de la Société civile des auteurs multimédia
- 2012 : Le Lotus dans tous ses états - Prix du public Vesoul